# Зломное (Жлобинский район)
Зломное (бел. Зломнае) — деревня в Стрешинском сельсовете Жлобинского района Гомельской области Белоруссии.

## География

### Расположение
В 32 км на юг от районного центра и железнодорожной станции Жлобин (на линии Бобруйск — Гомель), 84 км от Гомеля.

## Гидрография
На западе Шихово-Гелинский канал.

## Транспортная сеть
Транспортные связи по просёлочной, а затем автомобильной дороге Стрешин — Жлобин. Планировка состоит из двух прямолинейных, параллельных между собой улиц почти меридиональной ориентации и соединенных на юге и севере короткими улицами. Застройка двусторонняя, деревянная, усадебного типа.

## История
По письменным источникам известна с XIX века как деревня в Рогачёвском уезде Могилёвской губернии Согласно ревизии 1858 года владение князя Л. М. Голицына. Согласно переписи 1897 года находились школа грамоты, хлебозапасный магазин, круподробилка, 3 ветряные мельницы. В 1909 году 1588 десятин земли, мельница, в Стрешинской волости Рогачёвского уезда.
В 1929 году организован колхоз. Во время Великой Отечественной войны оккупанты в 1943 году расстреляли 12 жителей (похоронены на западной окраине). В декабре 1943 года в деревне размещался госпиталь советских войск. 80 жителей погибли на фронте. Согласно переписи 1959 года в составе колхоза «1 Мая» (центр — городской посёлок Стрешин). Работает фельдшерско-акушерский пункт.

## Население

### Численность
- 2004 год — 55 хозяйств, 114 жителей.

### Динамика
- 1858 год — 28 дворов, 199 жителей.
- 1897 год — 74 двора, 500 жителей (согласно переписи).
- 1909 год — 84 двора, 660 жителей.
- 1925 год — 136 дворов.
- 1959 год — 537 жителей (согласно переписи).
- 2004 год — 55 хозяйств, 114 жителей.

## Известные уроженцы
- Л. В. Грицков — белорусский художник.